# Pseudomasoreus
Pseudomasoreus is een geslacht van kevers uit de familie van de loopkevers (Carabidae). De wetenschappelijke naam van het geslacht is voor het eerst geldig gepubliceerd in 1904 door Desbrochers des Loges.

## Soorten
Het geslacht Pseudomasoreus omvat de volgende soorten:
- Pseudomasoreus balli Basilewsky, 1984
- Pseudomasoreus basilewskyi (Ball & Hilchie, 1983)
- Pseudomasoreus canigoulensis Fairmaire & Laboulbene, 1854
- Pseudomasoreus capicola Basilewsky, 1954
- Pseudomasoreus catalai Jeannel, 1949
- Pseudomasoreus decorsei Jeannel, 1941
- Pseudomasoreus descarpentriesi Mateu, 1980
- Pseudomasoreus deuvei Casale, 1998
- Pseudomasoreus hereai Mateu, 1980
- Pseudomasoreus inopinatus Jeannel, 1941
- Pseudomasoreus jocqueli Basilewsky, 1984
- Pseudomasoreus kilimanus Basilewsky, 1962
- Pseudomasoreus madecassus Mateu, 1970
- Pseudomasoreus mantasoanus Mateu, 1980
- Pseudomasoreus mateui (Ball & Hilchie, 1983)
- Pseudomasoreus meridionalis Jeannel, 1955
- Pseudomasoreus pauliani Basilewsky, 1953
- Pseudomasoreus reticulatus (Ball & Hilchie, 1983)
- Pseudomasoreus thoracicus (Ball & Hilchie, 1983)
- Pseudomasoreus uluguruanus Basilewsky, 1962